# ドナルド・ヘッブ
ドナルド・オールディング・ヘッブ（Donald Olding Hebb、1904年7月22日 - 1985年8月20日）は、カナダの心理学者。神経心理学の開拓者の一人であり、ニューラルネットワーク研究の先駆者でもある。ヘッブの法則でその名を知られる。神経生理学をもとに人間の学習を説明しようとした。

## 生涯
カナダのノバスコシア州チェスターに生まれる。医師であった両親のもとで英才教育を受ける。作家を志してダルハウジー大学に入学。さらにマギル大学の大学院に進み修士号を取得した。その後、母校の教員や農場労働者など職を転々とする中で、ウィリアム・ジェームズ、ジークムント・フロイト、ジョン・B・ワトソンらの著作に触れる。これをきっかけに心理学を志し、マギル大学の心理学教室を訪ねて、読むべき本、学ぶべき事柄について手ほどきを受ける。再び教職に戻り、モントリオールの学校で校長をしながらマギル大学の大学院生となる。
1931年、大病を患い、病床でチャールズ・シェリントンやイワン・パブロフの著作に触れる。1933年には事故で妻を亡くし、校長をしていた学校も立ち行かなくなる。1934年、シカゴ大学のカール・ラシュレーの研究室に入り、翌年、ラシュレーの異動に伴いハーバード大学に移る。1936年、ハーバード大学にて博士号取得。フロリダのヤーキーズ霊長類研究所にて知覚や学習についての神経学的研究を行なう。1937年、再婚してモントリオールに戻り、モントリオール神経学研究所のワイルダー・ペンフィールドのもとで頭部損傷やロボトミーによる心理的影響の研究を行なう。1947年、マギル大学心理学教授。1966年王立協会フェロー選出。

## 日本語訳
- 『行動の機構』白井常訳 岩波書店 1957年
- 『行動学入門 生物科学としての心理学』白井常 鹿取広人・平野俊二・金城辰夫・今村護郎共訳 紀伊国屋書店 1964年
- 『心について』白井常,鹿取広人,鳥居修晃,平野俊二,金城辰夫共訳 紀伊国屋書店 1987年
- 『行動の機構 脳メカニズムから心理学へ』鹿取廣人, 金城辰夫,鈴木光太郎, 鳥居修晃,渡邊正孝訳 2011年 岩波文庫